# Antoniazzo Romano

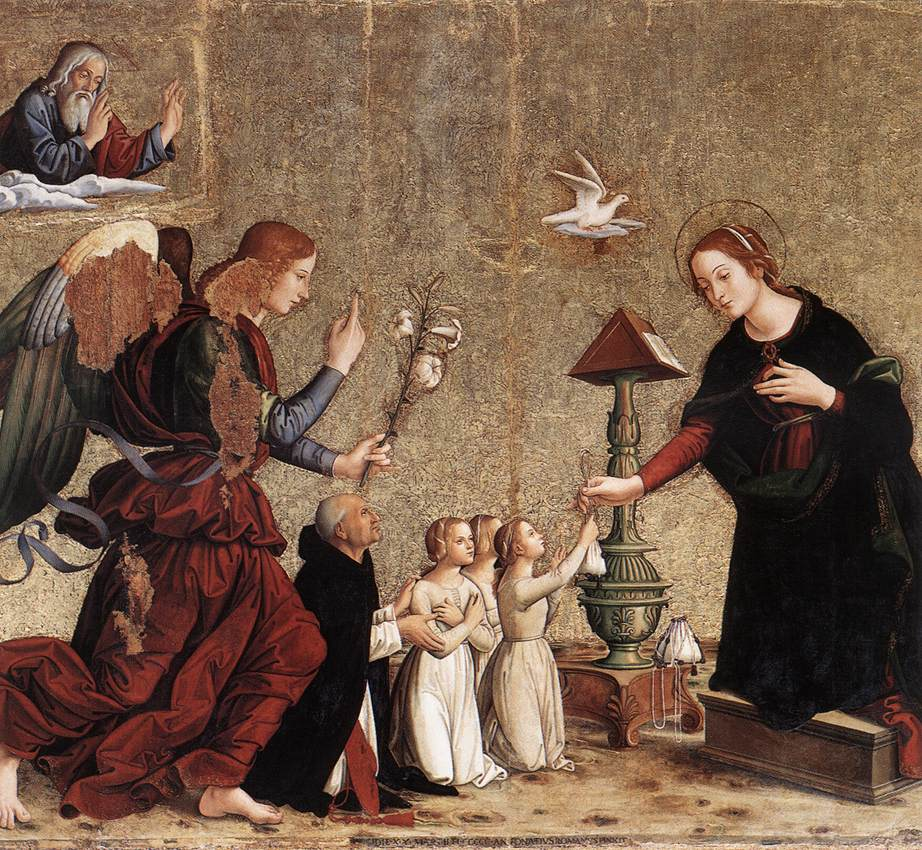
Zvěstování Panně Marii od Antoniazza da Romana, Santa Maria sopra Minerva

Antoniazzo Romano (asi 1430 Řím – asi 1510), rozený Antonio di Benedetto Aquilo degli Aquili, byl italský renesanční malíř, vůdčí osobnost římské malířské školy během 15. století.

## Život
Byl ovlivněn stylem Benozza Gozzoliho a Beata Angelica. Jeho první zdokumentovaná práce pochází z roku 1461, byla to replika Madony s dítětem ze Santa Maria Maggiore, kterou vytvořil pro Alessandra Sforzu. Od roku 1464 pracoval pro papežský dvůr. Nejprve vytvořil triptych Madona s dítětem a svatými v Rieti. Roku 1467 dokončil výzdobu pohřební kaple kardinála Bessariona v kostele Santi Apostoli v Římě. Později vytvořil sérii fresek pro klášter Tor de' Specchi popisující život světce Francesca Romana, a výzdobu veřejných místností v Palazzo Venezia.
V 70. letech 15. století pracoval na výzdobě Apoštolského paláce spolu s Peruginem, Melozzem da Forlì a Ghirlandaem. Spolu s Melozzem vytvořil fresky v Santa Maria sopra Minerva, a namaloval obraz Zvěstování Panně Marii (1482).
Antoniazzo byl jedním ze tří zakladatelů Compagnie di San Luca.